# Пастуший прыжок

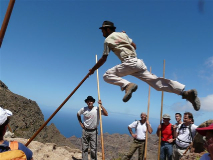
Канарские пастухи выполняют сальто-дель-пастор

Пастуший прыжок (сальто-дель-пастор, исп. Salto del pastor) — народный вид спорта, распространённый на Канарских островах.

## История

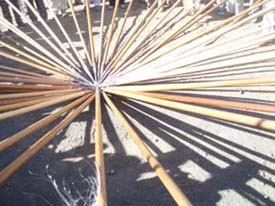
Копья для сальто-дель-пастор

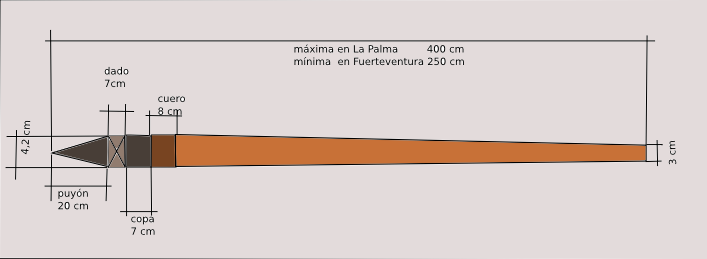
Схема копья для сальто-дель-пастор

Истоки сальто-дель-пастор восходят к гуанчам, коренным жителям островов до периода кастильского завоевания в XV веке. Особая орография Канарских островов привела к тому, что местным пастухам требовались специальные средства для безопасного передвижения по оврагам и спуска по крутым насыпям. Они остановились на использовании длинных деревянных копий с острыми металлическими наконечниками, которые при прыжках втыкали в землю на манер спортивного шеста. Древко копья имеет форму усечённого конуса, диаметром около 3 см в верхней части и 4,2 см в нижней части, куда насаживается наконечник длиной около 20 см. При выборе материала для древка предпочтение обычно отдаётся канарской сосне из-за её гибкости. Копьё имеет разные наименования и длину, в зависимости от острова использования:
- Lanza или astia на островах Тенерифе, Ла-Пальма, Ла-Гомера и Эль-Йерро (длиной от 3 до 4 м)
- Garrote на острове Гран-Канария (длиной более 3 м и весом около 2,7 кг)
- Lata на островах Фуэртевентура и Лансароте (длиной от 2,5 до 3 м)

Попытки обнаружить происхождение этого обычая не дали чётких результатов, хотя были задокументированы в текстах разными историками. Фактически, существует множество исторических упоминаний о его использовании гуанчами в период кастильского завоевания и позднее.

## Виды
Практикующие сальто-дель-пастор разработали множество методик и приёмов, облегчающих быстрое и ловкое передвижение по чрезвычайно сложной и опасной местности. Виды сальто-дель-пастор варьируются от простых прыжков с шестом через расщелины до «смертельного падения», при котором спортсмен прыгает в пропасть с высоты до восьми метров, втыкая копьё в землю внизу, а затем соскальзывая по нему. Есть много других типов прыжков, в зависимости от характера препятствия, которое необходимо преодолеть. Некоторые из них настолько сопряжены с риском, что породили местные легенды, например, salto del enamorado («прыжок влюблённого») и salto de media luna («прыжок полумесяца»).

## В настоящее время
Поскольку сальто-дель-пастор превратился в народный спорт, пастушье копьё теперь также используется и в других соревнованиях, таких как лазание и прыжки через стены, быстрые спуски по крутым скалам, акробатика, прыжки на точность и стиль.
Начиная с 1994 года были созданы первые клубы прыжков (называемые jurrias или colectivos). В 1997 году были предприняты первые шаги по формированию Канарской федерации сальто-дель-пастор, завершившиеся её созданием в мае 2001 года.
В 2008 году насчитывалось 324 члена федерации и 16 команд жюри.

## След в культуре
Копьё канарского пастуха является одним из иконографических атрибутов Сан-Педро де Сан-Хосе-де-Бетанкура, первого святого Канарских островов и Гватемалы.